# Philonthus cognatus
Philonthus cognatus är en skalbaggsart som beskrevs av Stephens 1832. Philonthus cognatus ingår i släktet Philonthus, och familjen kortvingar. Arten är reproducerande i Sverige.